# Решётка (топология компьютерной сети)
Решётка (англ. Grid network, иногда также mesh, например 3D-mesh) — понятие из теории организации компьютерных сетей. Это топология компьютерной сети, в которой узлы образуют регулярную многомерную решётку. При этом каждое ребро решётки параллельно её оси и соединяет два смежных узла вдоль этой оси. Не следует путать с понятием «грид», обозначающем вычислительную систему.
Одномерная «решётка» — это цепь, соединяющая два внешних узла (имеющие лишь одного соседа) через некоторое количество внутренних (у которых по два соседа — слева и справа). При соединении обоих внешних узлов получается топология «кольцо». Двух- и трёхмерные решётки используются в архитектуре суперкомпьютеров (чаще в варианте многомерного тора). Ранее также определенной популярностью пользовались сети с топологией «гиперкуб» (многомерный куб, каждая размерность которого равна 2, всего {\displaystyle 2^{n}} узлов, где {\displaystyle n} — количество измерений гиперкуба)
Сети, основанные на FDDI, используют топологию «двойное кольцо», достигая тем самым высокой надёжности и производительности.
Многомерная решётка, соединённая циклически в более чем одном измерении, называется топологией «тор» (из-за схожести математических свойств смежности узлов с абстрактной поверхностью «тор»).

## Свойства
Сети типа «решётка» при использовании более чем одного измерения обладают высокой избыточностью связей и маршрутов, однако требуют значительного количества соединений между узлами. Пересылки данных производятся с помощью транзитных узлов, что увеличивает латентность и требует адекватного выбора протокола маршрутизации. Модификация сети, при которой сеть превращается в тор по одному или нескольким измерениям, имеет меньший диаметр, а значит и более низкую среднюю латентность, однако требует определенного количества более длинных связей, либо сворачивание некоторых измерений.
Также отмечается, что подход торов и решеток, при котором коммутирующие элементы на небольшое количество портов (в 2 раза большее количества измерений сети) встраиваются в каждый узел, не позволяет в полной мере воспользоваться прогрессом в микроэлектронике, благодаря которому возможно производство коммутирующих элементов в виде единого чипа на десятки или даже сотни высокоскоростных портов (например, на конец 2000-х использовались коммутаторы на чипе на 18, 24, 32, 48 портов)